# As the Sun Went Down
As the Sun Went Down és una pel·lícula muda dirigida per E. Mason Hopper i protagonitzada per Edith Storey (una de les darreres aparicions de l'actriu) i Lew Cody entre d'altres. La pel·lícula, adaptació de l'obra de teatre homònima de George D. Baker, director en cap de la Metro en aquell moment, es va estrenar el 10 de febrer de 1919. Es considera una pel·lícula perduda.

## Repartiment
- Edith Storey (Coronel Billy)
- Lew Cody (Faro Bill)
- Harry S. Northrup (Arbuthnot)
- ZaSu Pitts (Sal Sue)
- William Brunton (Albert Atherton)
- F. A. Turner (Gerald Morton)
- Frances Burnham (Mabel Morton)
- F. E. Spooner (Gin Mill Jack)
- Alfred Hollingsworth (Pizen Ike)
- Vera Lewis (esposa d'Ike)
- George W. Berrell (Piety Pete)
- Pop Taylor (miner)
- Cal Dugan (miner)

## Argument
Durant l'època de la febre d'or a Califòrnia, la pistolera Coronel Billy és temuda i respectada pels homes del camp miner de Rattlesnake Gulch però no per les dones, que la rebutgen pel seu passat com a ballarina de saloon. Ella s'ha reformat ja que està enamorada del miner Faro Bill, que ha promès casar-se amb ella quan hagi aconseguit prou diners. Un dia, arriben de San Francisco l'actor Gerald Morton, antic amant de Billy, la seva dona Mabel i el seu nadó, acompanyats d'Albert Atherton, un predicador malalt que viatja a la recerca del seu germà. La gent del poble, en broma, recomanen a Atherton que s'hostatgi a casa de Billy i aquest es proposa reformar Billy. Aquesta, estableix amistat amb Mabel.
Els Morton tenen sort i ben aviat troben or. La notícia arriba a un tafur de San Francisco que havia conegut Mabel, Arbuthnot, també conegut com “la taràntula”, que es presenta al camp i acorda amb un dels habitants, Pizen Ike, acabar amb Morton i repartir-se la seva concessió. Per això es presenta amb una carta d'amor per desacreditar Mabel i Ike la insulta forçant Morton a reptar-lo a un duel. Billy, per evitar que Morton mori, aconsegueix que aquest accepti que ella prengui el seu lloc. Bill també volia ajudar però Ike li esberla el cap i el deixa dins d'una mina abandonada.

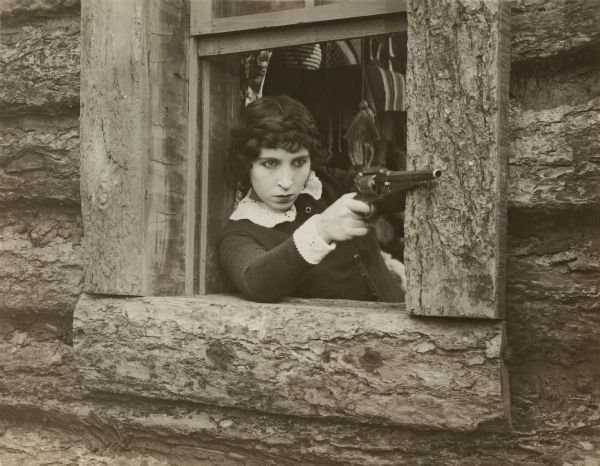
Edith Storey en un fotograma de la pel·lícula

En mig del duel, quan Billy ha ferit Ike, apareix Faro Bill, que Ike creia que havia assassinat, amb proves que Ike ha matat un altre miner. Ike fuig per un penya-segat però un amic de Bill, Gin Mill Jack, el dispara. Arbuthnot confessa que la carta era un muntatge i marxa del camp. Mentrestant, Atherton descobreix que Faro Bill és el seu germà perdut i casa la parella ja que finalment la mina ha donat prou beneficis.

## Fitxa tècnica
- Director: E. Mason Hopper
- Fotografia: William Thompson
- Guió: George D. Baker (història i adaptació)
- Productora: Metro Picture Corporation